# Eurasian Bank

Nicht mehr genutzte alte Variante des Logos in kyrillischen Buchstaben

Die Eurasian Bank (kasachisch Еуразиялық банк Jeurasijalyq bank, russisch Евразийский банк Jewrasijski bank) ist ein kasachisches Kreditinstitut mit Sitz in Almaty und gehört zu den größten Banken Kasachstans.

## Geschichte
Die Eurasian Bank wurde am 26. Dezember 1994 als Aktiengesellschaft gegründet. Am 2. Februar 1995 erhielt die Bank eine allgemeine Lizenz zur Durchführung von Bankgeschäften. Am 13. Juni 1996 erfolgte der Börsengang an der Kasachischen Börse.
Seit 1997 ist die Eurasian Bank Mitglied der Society for Worldwide Interbank Financial Telecommunication und drei Jahre später ein Mitglied der VISA International Service Association.
Am 1. April 2010 expandierte die Bank auch ins Ausland. Es wurden 99,99 Prozent der Anteile an der Troika Dialog Bank in der russischen Hauptstadt Moskau erworben, die anschließend in Eurasian Bank umbenannt wurde. Anfang 2011 wurde das Finanzunternehmen ProstoKredit übernommen, das zuvor zur französischen Société Générale gehörte. Im Dezember 2015 wurde die in Almaty ansässige BankPozitiv aufgekauft, die später in EU Bank umbenannt wurde. Im Mai 2016 fusionierte die EU Bank mit der Eurasian Bank. Im August 2017 gründete die Bank zwei neue Tochtergesellschaften, Eurasian Project 1 und Eurasian Project 2; deren Geschäftstätigkeiten bestehen im Erwerb und der Verwaltung von problembehafteten Vermögenswerten der Eurasian Bank.

## Unternehmensstruktur
Die Eurasian Bank ist ein Tochterunternehmen der Eurasian Financial Company, die hundert Prozent aller Anteile hält. Deren Anteilseigner wiederum sind die Geschäftsmänner Alexander Maschkewitsch, Patokh Chodiev und Alidschan Ibragimow (†), die jeweils ein Drittel der Anteile an der Eurasian Financial Company besitzen. Außerdem gehören zu der Bank auch die Eurasia Insurance Company, die Eurasian Capital Brokerage Company und der Eurasian Savings Pension Fund.